# Abam (Mvengue)
Pour les articles homonymes, voir Abam.
Abam est un village du Cameroun situé dans la région du Sud et le département de l'Océan, sur la route qui relie Mvengue à Lolodorf. Il fait partie de la commune de Mvengue.

## Population
En 1967, la population était de 296 habitants, principalement des Ewondo. Lors du recensement de 2005, on y dénombrait 276 personnes.

## Infrastructures
La localité dispose d'une école catholique et d'un marché périodique.